# Siergiej Kolesnikow (kolarz)
Siergiej Aleksandrowicz Kolesnikow (ros. Сергей Александрович Колесников; ur. 3 września 1986) – rosyjski kolarz szosowy, w zawodowym peletonie od 2007 roku.
Największym sukcesem zawodnika jest zwycięstwo w wyścigu Tour du Finistère w 2006 roku. Trzy lata później wygrał w Polsce Bałtyk-Karkonosze Tour.

## Najważniejsze zwycięstwa
- 2006
  - Classic Loire Atlantique
  - La Roue Tourangelle
  - Circuit des Ardennes
  - Tour du Finistère
  - Tour of Hainan
  - Grand Prix of Sochi
- 2009
  - Bałtyk-Karkonosze Tour